# Никольское (Херсонский район)
Никольское (укр. Микільське) — село в Дарьевской сельской общине Херсонского района Херсонской области Украины.
Почтовый индекс — 75033. Телефонный код — 5547. Код КОАТУУ — 6520384501.

## Население
Население по переписи 2001 года составляло 2575 человек.

### Языковой состав
Родной язык населения по данным переписи 2001 года:
| Язык       | Численность, чел. | Доля     |
| ---------- | ----------------- | -------- |
| Украинский | 901               | 34,99 %  |
| Русский    | 1 644             | 63,84 %  |
| Другое     | 30                | 1,17 %   |
| Итого      | 2 575             | 100,00 % |